# 장단면 (행정면)
장단면(長湍面)은 장단출장소(長湍出張所)를 대체하여 설립된 대한민국의 첫 행정면이다. 파주시 중 원래 장단군이었던 곳을 관할한다.